# Činčila
Činčila (dříve také činčil nebo žlabok, latinsky Chinchilla) je rod hlodavců z čeledi činčilovití (Chinchillidae). Původně pochází z jihoamerických And. Jejich areál se táhl od Talca (v Chile) podél pobřeží na sever až do Argentiny, Bolívie a Peru. Činčily vlnaté (Chinchilla lanigera) žily v jižní části tohoto rozsáhlého území, činčily krátkoocasé (Chinchilla brevicaudata) v severní části; jejich areály se pravděpodobně setkávaly v oblasti Potrerillos. V minulosti bývala řazena do čeledi tzv. polozajíců (Lagostomidae).

## Popis
Činčila dorůstá v dospělosti délky těla 25 – 35 cm, délky ocasu 15 – 20 cm a hmotnosti 400 – 600 gramů. Barva srsti je světle až tmavě šedá. Délka života se v přírodě pohybuje mezi 10 až 14 lety, v zajetí se dožívá při dobré péči klidně i 15 až 18 let ale jsou i výjimky, kdy činčily žijí 20 let. V přírodě mívá činčila 1–3 vrhy po 1–6 mláďatech. Březost trvá 111–113 dní, mláďata se rodí značně vyvinutá – hned po narození vidí a jsou osrstěná. Pohlavně dospívají v 5. až 6. měsíci.

## Druhy činčil

Srovnání obou zástupců rodu Chinchilla

Oba druhy činčil rodu Chinchilla jsou v současnosti vedeny na Červeném seznamu IUCN jako ohrožené.
- Činčila krátkoocasá (Chinchilla chinchilla) žije v nadmořských výškách 3000–6000 m v severní Argentině a Chile, pravděpodobný je i výskyt v Bolívii.[7]

- Činčila vlnatá, též činčila dlouhoocasá (Chinchilla lanigera) byla ve volné přírodě již téměř vyhubena. Obývá nadmořské výšky 400–1650 m ve střední Chile. V současnosti jsou známy pouze dvě oddělené populace, asi 250 km od sebe vzdálené. Jedna z nich se nachází v Reserva nacional Las Chinchillas (Národní rezervaci činčil) poblíž města Auco a v jejím okolí.[8]

## Domestikace
Jako kožešinové zvíře lovili činčily již Inkové. Od 18. století se pak datuje vzestup zájmu o činčilí kůže v Evropě, což vedlo k nekontrolovatelnému lovu a přivedlo činčily téměř až na pokraj vyhubení. Ve 20. století se však podařilo zvládnout chov v zajetí, který poptávku po kůžích dokázal z velké části pokrýt. I přesto činčily stále patří mezi ohrožené druhy. V současnosti jsou činčily chovány i jako domácí mazlíčci, jejich chov je však náročnější něž u běžných hlodavců jako třeba morčat.